# Mary Sargant Florence
Mary Sargant Florence (Londres, 21 de juliol del 1857 — Twickenham, Sussex, 14 de desembre del 1954) fou una pintora, escriptora i feminista anglesa.(1)

## Biografia
Mary Sargant estudià belles arts amb el pintor acadèmic Luc-Olivier Merson a París i amb Alphonse Legros, a la Slade School de Londres. El 1888 es casà amb el músic estatunidenc Henry Smythe Florence (1864-1892), i visqueren als Estats Units. Mary va renunciar a la ciutadania britànica.(1)
Després de la mort del marit, tornà amb els seus fills a Anglaterra. Al voltant del 1910, tornà a ser ciutadana britànica. A Marlow, Buckinghamshire, va construir la seua casa de camp «Lord's Wood», a l'estil Arts and Crafts, que estava de moda, i va viure-hi fins al 1940. Durant els estius, a Lord's Wood, Mary Sargant rebia sovint a membres del Grup de Bloomsbury, com ara Lytton Strachey, John Maynard Keynes, Virginia Woolf, Ralph i Frances Partridge i Dora Carrington.(1)
Formà part del New English Art Club i de la Society of Painters in Tempera.(1)
Mary Sargant fou suffragette i el 1915 era en una comissió en les Conferències de Pau de la Haia.
En col·laboració amb Charles Kay Ogden, publicà un fullet sobre militarisme i feminisme, que aparegué anònimament al 1915. S'hi argumenta que el feminisme i el militarisme estan estretament relacionats: com més militarista és una societat, menor és l'estatus de les dones.

## Obra artística
A més de retrats i paisatges en aquarel·la, temple i pastel, així com cartells per al moviment sufragista, Mary Sargant Florence feu frescos i pintures de gran format, entre altres a l'Old School d'Oakham, Rutland (al voltant del 1909-1914) i en la Bournville School prop de Birmingham (1912-1914). L'obra d'Oakham representa la història de Gareth en la llegenda del rei Artús.

## Família
Mary Sargant era germana de l'escultor Francis William Sargant (1879-1960). Es casà amb el músic estatunidenc Henry Smyth Florence, amb qui van tenir dos fills. El seu fill economista, Philip Sargant Florence (1890-1982), es casà amb la psicoanalista i feminista Lella Secor Florence (1887-1966), la seua filla Alix Sargant Florence, amb el psicoanalista James Strachey, amb el qual ella va traduir les obres de Freud a l'anglés.

## Publicacions
- Militarism versus Feminism. London: Allen & Unwin, 1915.[4]

Reedició, Londres, Virago-Press 1987, ISBN 0-86068-782-1.
- Colour Co-ordination. Londres, John Lane, 1940.